# Lithocarpus maingayi
Lithocarpus maingayi (Benth.) Rehder – gatunek roślin z rodziny bukowatych (Fagaceae Dumort.). Występuje endemicznie w Malezji – w stanach Kedah, Kelantan, Terengganu, Selangor, Negeri Sembilan, Malakka oraz Johor. 

## Morfologia
PokrójZimozielone drzewo dorastające do 30 m wysokości. Pień czasami wyposażony jest w korzenie podporowe.
LiścieBlaszka liściowa jest nieco skórzasta i ma owalny kształt. Mierzy 14–33 cm długości oraz 6–14 cm szerokości, ma ostrokątną nasadę i ostry wierzchołek. Ogonek liściowy jest nagi i ma 7–10 mm długości. Przylistki są nietrwałe, mają owalny kształt i osiągają 7 mm długości.
OwoceOrzechy o jajowatym kształcie, dorastają do 25 mm średnicy. Osadzone są pojedynczo w miseczkach w kształcie pierścienia, które mierzą 38 mm średnicy.

## Biologia i ekologia
Rośnie w lasach, na terenach nizinnych.